# Phaedra (Britten)
Phaedra, op. 93, és una cantata per a mezzosoprano i orquestra de Benjamin Britten.
Phaedra va ser l'última obra vocal del compositor, escrita el 1975 i interpretada per Dame Janet Baker al Festival d'Aldeburgh el 16 de juny de 1976. Britten va muntar el llibret a partir d'una part de la traducció Robert Lowell de Phèdre de Racine. Estilísticament, parteix de la tradició de la cantata barroca.